# Землетрясение на Камчатке (1841)
6 (18) мая 1841 года около 08:00 по местному времени в Тихом океане у берегов Камчатки произошло мощное землетрясение оценочной магнитудой 9,0 или выше. Это одно из крупнейших землетрясений в регионе. Оно вызвало цунами высотой 15 метров, обрушившееся на берега полуострова и достигшее Гавайев с высотой 4,6 метров.

## Тектоническая обстановка
Землетрясение произошло у восточного побережья полуострова Камчатка, которое проходит параллельно Курило-Камчатскому жёлобу, области, где сходятся Тихоокеанская и Охотская литосферные плиты. Вдоль впадины происходит субдукция литосферы Тихого океана под восточную окраину Азии. Зона субдукции является сейсмогенной и вызывает землетрясения, которые иногда порождают цунами; некоторые из этих землетрясений очень сильные (например, землетрясение магнитудой 9,0 в 1952 году, пятое по магнитуде из когда-либо зарегистрированных). Вероятно, самым крупным землетрясением, произошедшим на полуострове, было землетрясение магнитудой 9,3 в 1737 году, которое также вызвало сильное цунами.

## Землетрясение
Землетрясение было вызвано надвигом в зоне субдукции вблизи восточного побережья полуострова Камчатка. По данным Национальных центров экологической информации США, площадь, на которой ощущалось землетрясение, использовалась для оценки его магнитуды на уровне 8,4 по макросейсмической шкале (Mt). Каталог моментных магнитуд сильнейших землетрясений Камчатки 2004 года поместил как магнитуду Mt, основывающуюся на высоте цунами в наиболее удалённой зоне, так и моментную магнитуду (Mw) на уровне 9,0. Информации о точном расположении эпицентра не существует из-за недостатка записей о цунами и наблюдений. Существует предположение, что эпицентральная область лежала в Авачинском заливе. Считается, что событие 1841 года является одним из ряда крупных землетрясений магнитудой 8,5+, «отсутствующих» в сейсмологических записях из-за недооценки их магнитуд. По словам сейсмолога Сьюзан Хью из Геологической службы США, магнитуда землетрясения была занижена из-за предположения, что оно не вызвало достаточно сильного цунами. Обычно предполагается, что землетрясения магнитудой 8,5 и более вызывают крупные цунами. На осеннем собрании Американского геофизического союза в 2013 году она высказала мнение, что магнитуда могла достигать 9,2.

## Последствия
Землетрясение ощущалось с максимальной интенсивностью 8—9 баллов по шкале Медведева — Шпонхойера — Карника в Петропавловске-Камчатском. В Журнале Министерства внутренних дел описывалось, что оно продолжалось 15 минут, были разрушены трубы (обрушились по меньшей мере 50 печных труб в домах и правительственных учреждениях) и печи, разбиты окна, «колокола собора звонили сами собою», некоторые утесы близ порта обрушились. Некоторым домам был нанесён серьёзный ущерб.
Это событие вызвало сильное цунами с максимальной высотой волн 15 метров у побережья Камчатки. Оно «смыло балаган, юрту и строение одного камчадала» в 80 вёрстах (8,5 км) от Петропавловска. В Хило, Гавайи, высота цунами составила 4,6 метра. Это первое исторически зарегистрированное камчатское цунами, достигшее Гавайев.
Афтершоки землетрясения продолжались до марта 1842 года.